# GR-204

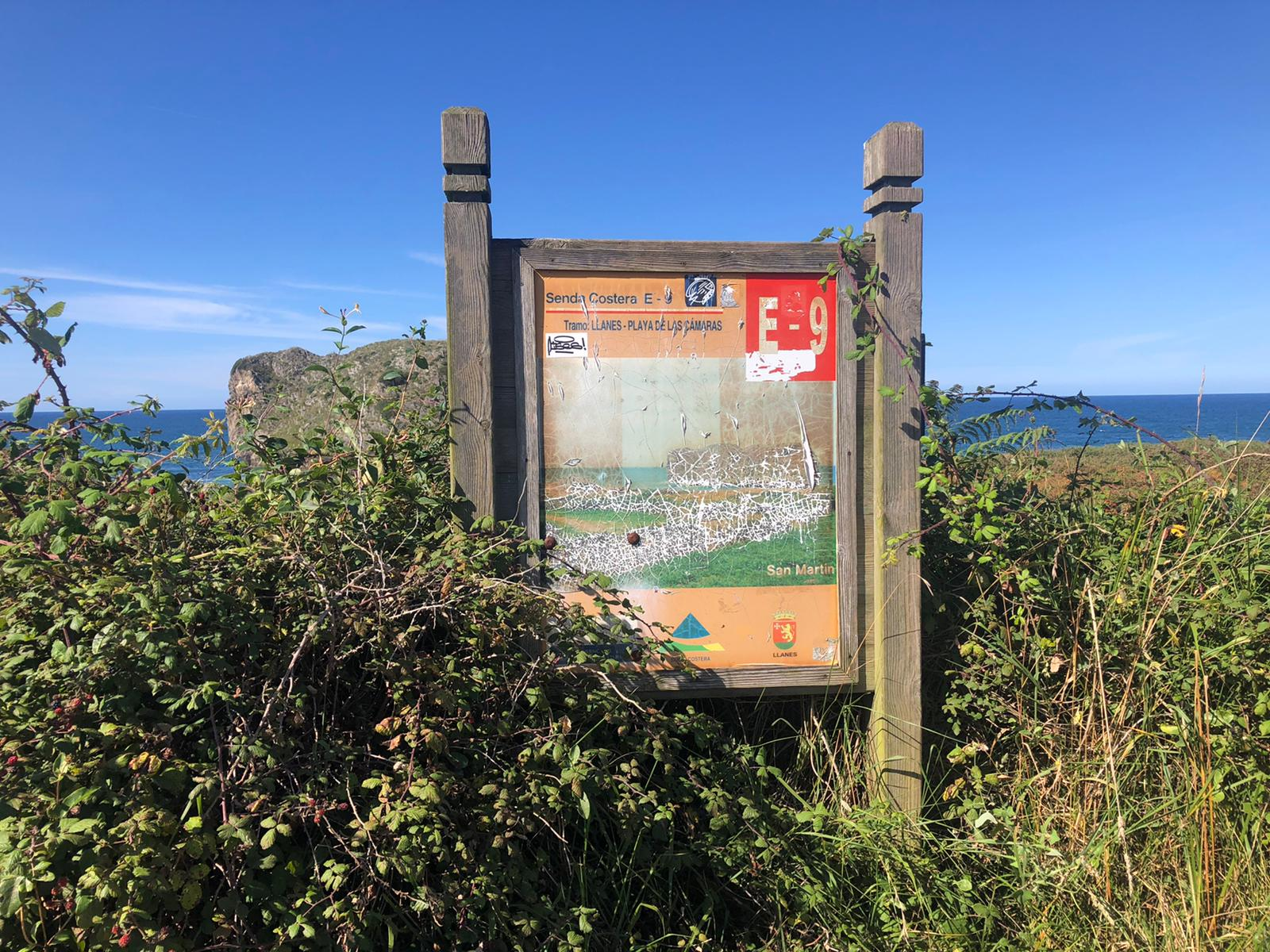
Señal en la Playa de San Martín.

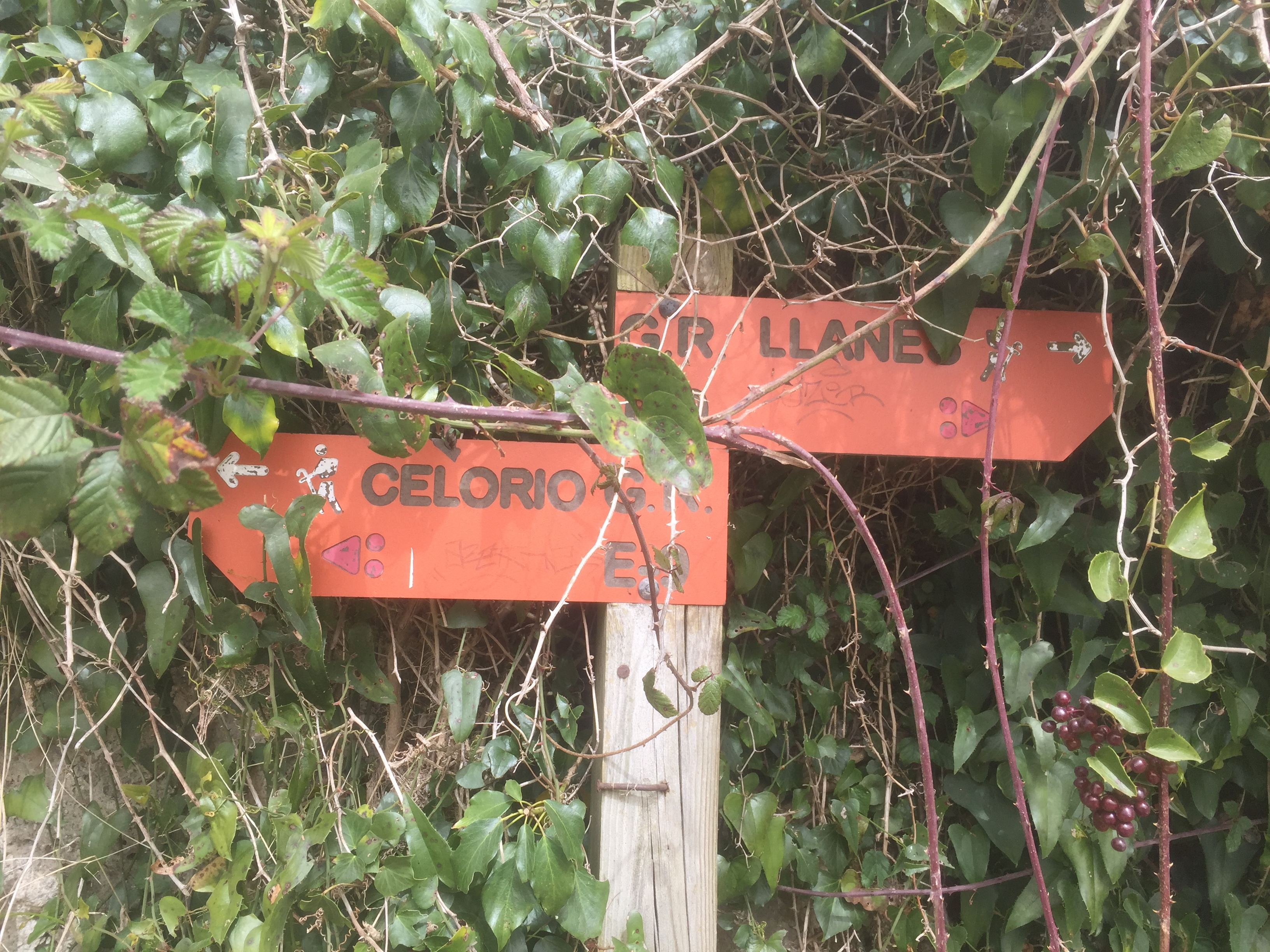
Señal en el tramo Llanes-Celorio.

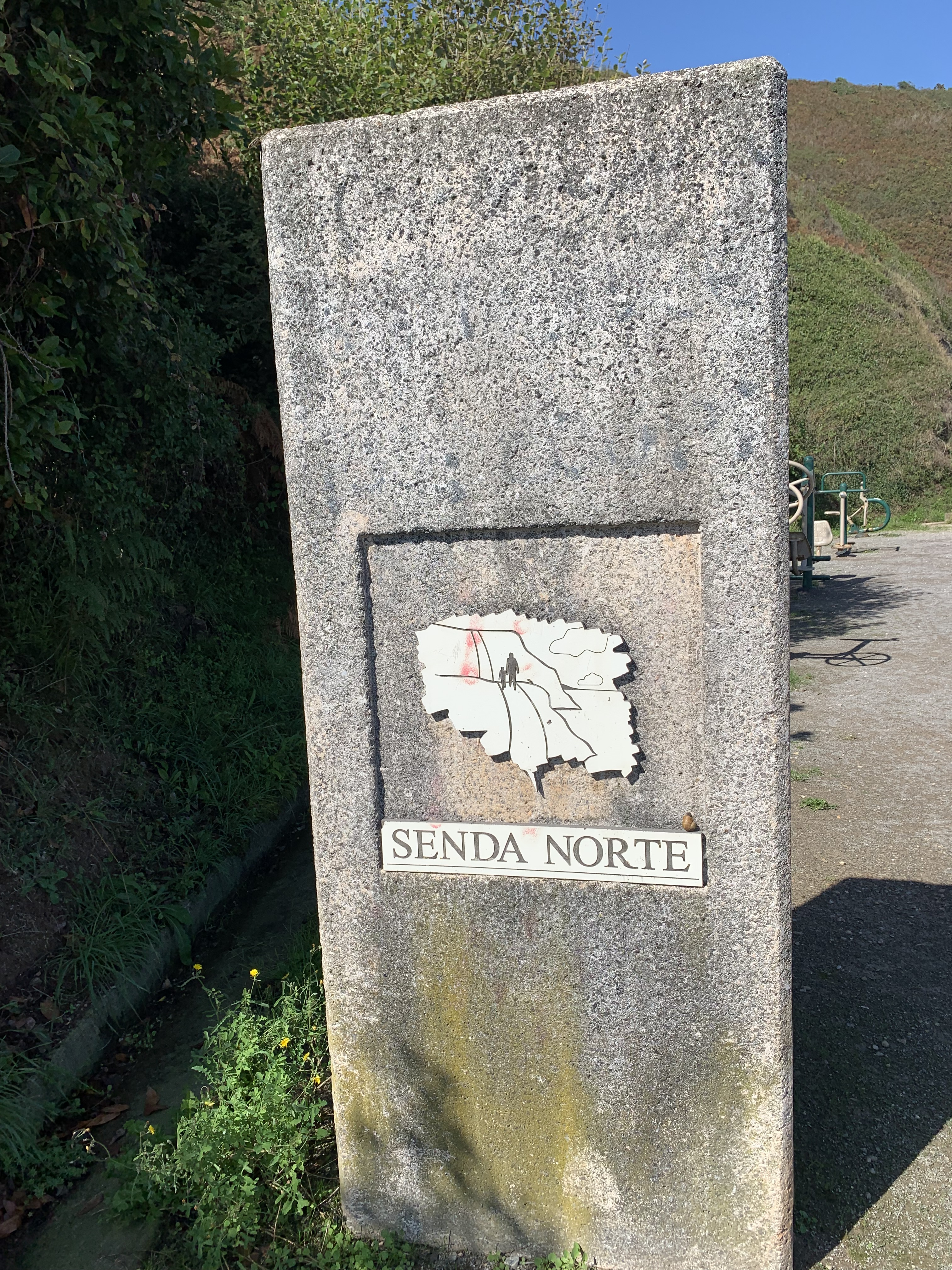
Señal en el tramo Xivares-Perlora.

El GR-204, conocido también como Senda Costera E-9 ya que forma parte del Sendero Europeo E-9, es un sendero de Gran Recorrido que transcurre por la costa asturiana desde Bustio, en Colombres (Ribadedeva), hasta Vegadeo, España. 
Se encuentra señalizado solamente en algunos tramos. Es conveniente en el resto de tramos seguir por el Camino de Santiago de la Costa, que muchas veces se entrecruza con el GR 204. Algunos tramos están señalizados como PR.

## Etapas
- Etapa 1: Bustio - Pendueles / 19,6 km / Tramo señalizado como GR
- Etapa 2: Pendueles - Llanes / 15,1 km / Tramo señalizado como GR
- Etapa 3: Llanes - Playa de San Antolín / 14,8 km / Tramo señalizado como GR
- Etapa 4: San Antolín - Río Aguadamía / 15,2 km / Tramo señalizado como GR
- Etapa 5: Aguadamía - Playa Arenal de Morís / Tramo sin señalizar
- Etapa 6: Playa Arenal de Morís - Playa de La Espasa / 3,9 km / Tramo señalizado como GR
- Etapa 7: / Tramo sin señalizar
- Etapa 8: / Tramo sin señalizar
- Etapa 9: / Tramo sin señalizar
- Etapa 10: Playa de la Ñora - Gijón / 10,4 km / Tramo señalizado como Senda Norte
- Etapa 11: Gijón - Candás / 3 km / Tramo señalizado como Senda Norte
- Etapa 12: Candás - Luanco
- Etapa 13: Luanco - Xagó / 32,9 km / Tramo señalizado como PR-AS 25
- Etapa 14: Playa de San Juan de Nieva - Soto del Barco / 17,6 km / Tramo señalizado como Senda Norte
- Etapa 15: Soto del Barco - Cudillero / 4,7 km / Tramo señalizado como Senda Norte
- Etapa 16: / Tramo sin señalizar
- Etapa 17: / Tramo sin señalizar
- Etapa 18: / Tramo sin señalizar
- Etapa 19: / Tramo sin señalizar
- Etapa 20: Cadavedo - Villademoros / Tramo no homologado
- Etapa 21: / Tramo sin señalizar
- Etapa 22: / Tramo sin señalizar
- Etapa 23: / Tramo sin señalizar
- Etapa 24: Playa de Barayo - Navia / 19,5 km / Tramo señalizado como GR
- Etapa 25: / Tramo sin señalizar
- Etapa 26: Playa de Ortiguera - Viavélez / 15,1 km / Tramo señalizado como GR
- Etapa 27: Viavélez - Tapia de Casariego / 21,4 km / Tramo señalizado como GR
- Etapa 28: Tapia de Casariego - Vegadeo / 35,6 km / Tramo señalizado como GR